# Бронирана кола
Бронирата кола е вид колесна бронирана машина.
Тя може да бъде колесна военна бронирана машина, гражданска бронирана кола или специален брониран превоз за ценности. Има степен на брониране от Б1-А до Б7-Z.